# Tupã (São Paulo)
Tupã is een Braziliaanse gemeente in de staat São Paulo met ongeveer 54.000 inwoners op 629,1 km². De stad maakt deel uit van de mesoregio Marília en de gelijknamige microregio Tupã. De naam van de stad is afkomstig van de oorspronkelijke inwoners van de streek, de Tupí Guaraní. De landbouw is de belangrijkste economische sector, met de productie van suikerriet, soja, maïs en maniok. De suiker wordt vooral gebruikt voor de productie van alcohol.

## Geboren
- Denílson Lourenço (1977), judoka

## Religie
Het Christendom is als volgt in de stad aanwezig:

### Katholieke Kerk
De katholieke kerk in de gemeente maakt deel uit van het Bisdom Marília.

### Protestantse Kerk
De meest uiteenlopende evangelische overtuigingen zijn aanwezig in de stad, voornamelijk pinkstergelovigen, waaronder onder meer de Assemblies of God in Brazilië (de grootste evangelische kerk van het land) en de Christelijke Congregatie in Brazilië. Deze denominaties groeien steeds meer in heel Brazilië.